# هليونيات
الهليونيات (باللاتينية: Asparagales) رتبة نباتية من صف أحاديات الفلقة. تضم فصائل مهمة كثير من نباتاتها ذات استعمالات مهمة للزينة.

## من فصائلها
- الثومية (باللاتينية: Alliaceae)
- الزيرونيمية (باللاتينية: Xeronemataceae)
- السحلبية (باللاتينية: Orchidaceae)
- السوسنية (باللاتينية: Iridaceae)
- النرجسية (باللاتينية: Amaryllidaceae)
- الهليونية (باللاتينية: Asparagales)